# السفن الحربية في العصر الهلنستي

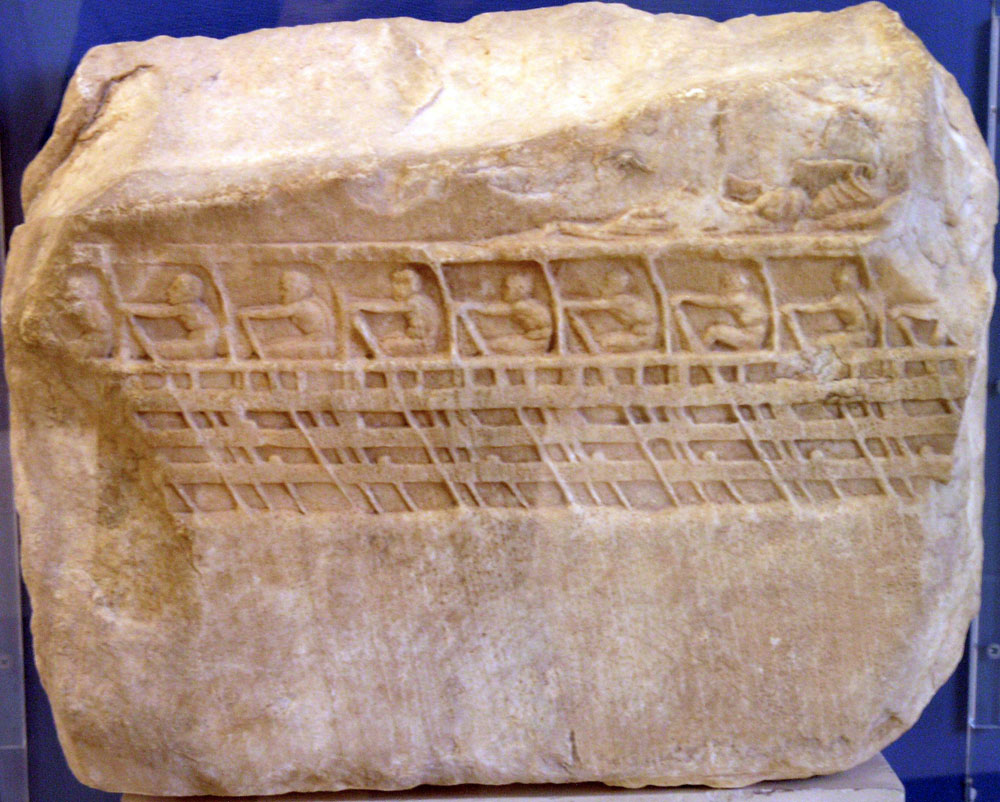
السفن الحربية في العصر الهلنستي

ظهرت منذ القرن الرابع قبل الميلاد أنواع جديدة من السفن الحربية ذات المجاديف في البحر الأبيض المتوسط، لتحل محل ثلاثية المجاديف منها وتسبب تحولًا في الحرب البحرية. زاد حجم السفن وثقلها، بما فيها بعض أكبر السفن الخشبية التي بُنيت حتى اليوم. كانت هذه التطورات رائدة في الشرق الهلنستي الأدنى، ولكنها شملت أيضًا إلى حد كبير القوى البحرية للبحر الأبيض المتوسط الغربي، وتحديدًا قرطاج والجمهورية الرومانية. في الحين الذي بنت فيه الممالك الوريثة الغنية في الشرق سفنًا ضخمةً(بوليريمس)، اعتمدت قرطاج وروما، في العداء البحري الشديد خلال الحروب البونيقية، غالبًا على السفن المتوسطة الحجم. في الوقت نفسه، استخدمت القوى البحرية الأصغر مجموعة من السفن الصغيرة، والتي استخدمها أيضًا القراصنة في كل مكان. لم تواجه الإمبراطورية الناشئة أي تهديدات بحرية كبيرة لاحقًا لانتشار السيطرة الرومانية الكاملة في البحر الأبيض المتوسط بعد معركة أكتيوم. احتُفظ في القرن الأول ميلادي بالسفن البحرية الكبرى سفنًا للقادة واستبدلها تدريجيًا الليبورنيون الفاتحون إلى أن فُقدت المعرفة ببنائها بحلول أواخر العصور القديمة.

## الاصطلاح
تميزت معظم السفن الحربية في تلك الحقبة بأسمائها، التي كانت مركبة من رقم ولاحقة. وهكذا فإن المصطلح الإنجليزي quinquereme يشتق من الاسم اللاتيني له quīnquerēmis والمقابل له في اليونانية هو πεντήρης.  كلاهما مركبان من بادئة تعني «خمسة»: باللاتينية quīnque، باليونانية القديمة πέντε. اللاحقة الرومانية مأخوذة من rēmus أي «مجداف»: وتصبح بذلك «خمسة مجاديف». نظرًا لأنه لا يمكن أن يكون للسفينة فقط خمسة مجاديف، يجب أن يكون لشكل التركيب الكلامي هذا معنىً آخر. يوجد عدة احتمالات. توجد -ηρης فقط في صيغة لاحقة، مشتقةً من ἐρέσσω أي «جدّف». ἐρέτης (erétēs) تعني «مجداف» وἐρετμόν (eretmón) تعني «جدّف»، -ērēs لا تعني أيًا منهما لكن كونها مستندة على الفعل يجب أن تعني «تجديف». هذا المعنى ليس أوضح من اللاتينية. أيًا كان ما تعنيه «تجذيف خماسي» أو «خمسة مجاذيف» فقد ضاع المعنى مع ضياع المعرفة بالبناء، وهي قضية ذات موقع نقاش ساخن منذ القرن الخامس وما بعده.

## تطور التصميم
كانت السفينة ثلاثية المجاذيف هي النوع الأثقل من السفن الحربية التي تستخدمها الأساطيل في البحر المتوسط في الحروب الكبرى للقرن الخامس قبل الميلاد، كالحروب الفارسية والحرب البيلوبونيسية. كانت هذه السفينة مسيرة من خلال ثلاثة صفوف من المجاذيف يمسك بكل منها مجذِّف. من ناحية ثانية، بدأت عدة أنواع من تصاميم السفن ثلاثية المجاذيف بالظهور خلال بداية القرن الرابع قبل الميلاد: يُنسب اختراع quinquereme (خماسية المجاذيف) وhexareme (سداسية المجاذيف) وفقًا للمؤرخ ديودور الصقلي إلى الطاغية ديونيسيوس الأول حاكم سرقوسة، في حين ينسب أرسطو اختراع quadrireme (رباعية المجاذيف) إلى القرطاجيين.

### نظام التجذيف
ما يعرف بشكل حتمي عن بناء وظهور هذه السفن أقل بكثير مما يعرف عن ثلاثية المجاذيف. الأدلة الأدبية مجزأة وانتقائية للغاية، والأدلة التصويرية غير واضحة. قادت حقيقة أن لثلاثية المجاذيف ثلاثة مستويات من المجاذيف المؤرخين من العصور الوسطى، بعد فقدان تفاصيل بنائهم لها بكثير، إلى التكهن بأن تصميم «الرابعة» و«الخامسة» سيستمر بنفس الشكل منطقيًا، أي بمعنى آخر أن رباعية المجاذيف سيكون لها أربعة صفوف من المجاذيف، وخماسية المجاذيف خمسة صفوف وهكذا. لكن الظهور النهائي للبوليريميس الأكبر منها («السداسيات»، و«السباعيات»، و«الثمانيات»، و«التسعية» و«العشرية» وحتى «الأربعينية» الضخمة)، جعل هذه النظرية صعبة التصديق. نتيجة لذلك، خلال عصر النهضة وحتى القرن التاسع عشر، أصبح قابلًا للتصديق أن نظام التجذيف لثلاثية المجاذيف والسفن من سلالتها كان شبيهًا لنظام alla sensile في السفن المعاصرة، التي تتألف من عدة مجاذيف في كل مستوى، يجذف كل منها مجذّف واحد فقط. دحضت أبحاث القرن العشرين صحة هذه النظرية، وأثبتت أن السفن الحربية القديمة كانت تجذف على مستويات مختلفة، مع تزويدها بثلاثة منها كحد عملي أقصى. فُسر بذلك العدد الأعلى من «الرباعيات» و«الخماسية»..إلخ بأنها تعكس عدد طوابير المجذفين على كل جانب من السفينة وليس العدد المتزايد من المجاذيف.
أكثر نظرية شائعة حول ترتيب المُجذفين في أنواع السفن الجديدة هي «صف المجاذيف المزدوج»، أي بعبارة أخرى أن الرباعي منها مشتق من سفينة بيريم (سفينة ذات صفين من المجاذيف) من خلال وضع رجلين مجذفين على كل مجذاف، والخماسية مشتقة من الثلاثية بوضع رجلين مجذفين على المستويين العلويين منها (يسميان thranitai وzygitai وفقًا للمصطلحات اليونانية)، والسداسية لاحقًا بوضع مُجذفين على كل مستوى منها. تتضمن التفسيرات الأخرى للخماسي أنه سفينة ثلاثية تحوي مجذفين أو ثلاثة على المجاذيف السفلية والعلوية، أو ربما مونوريم (سفينة بمستوى واحد من المجاذيف) تحوي خمس مجذفين. تدعم نظرية «صف المجاذيف المزدوج» حقيقة أن السفن الخماسية في القرن الرابع كانت توضع في سقائف سفن مشابهة لثلاثية المجاذيف، وبالتالي يجب أن يكون لها العرض نفسه (نحو 16 قدم (4.9 متر))، ويتلاءم ذلك مع فكرة التدرج التطوري من نوع واحد إلى الأنواع الأخرى.
ليست أسباب تطور السفن البوليميرية واضحة كثيرًا. الحجة الأكثر شيوعًا هي الافتقار إلى القوى العاملة الماهرة: بُنيت السفينة ثلاثية المجاذيف بشكل أساسي من أجل الصدم، وقد كانت تعتمد تكتيكات الصدم الناجحة في الأغلب على الصيانة المستمرة لطاقم التجذيف المدرب تدريبًا عاليًا، وهو أحد الأشياء الذي كانت دول قليلة تمتلك التعزيزات والقوة الاجتماعية لتفعله باستثناء أثينا بديمقراطيتها الراديكالية. خفض استخدام مجذفين اثنين من عدد الرجال المدربين تدريبًا عاليًا اللازمين في كل طاقم: يجب على المجذف الموجود على طرف المجذاف فقط أن يكون مدربًا تدريبًا عاليًا، ويمكنه عندها قيادة الآخرين، الذين يقدمون ببساطة قوة دفاعية إضافية. كان هذا النظام يستخدم أيضًا في سفن عصر النهضة لكن الأدلة تثبت أن الطواقم القديمة تستمر في تلقي التدريبات الشاملة من قادتها. تطلب العدد المتزايد من المجذفين هيكل سفينة أوسع والذي من جهة خفض سرعة السفينة ولكن من جهة أخرى قدم عدة فوائد: يمكن تقوية السفن الكبرى كي تتحمل الصدمات أكثر، في حين أن الهيكل الواسع زاد من قدرتها على التحمل ليسمح لمزيد من مشاة البحرية، وبالتالي المقاليع، أن تنقل فيها. كانت سطوح هذه السفن أيضًا أعلى من سطح الماء، حيث منحتها عارضتها الكبيرة مزيدًا من الاستقرار لتجعلها منصات صواريخ أفضل. كانت تلك حقيقة مهمة في عصر كانت فيه الاشتباكات البحرية تتقرر ليس عن طريق الصدم بل من خلال إجراءات صعود أقل صعوبة من الناحية التقنية. اقترح ليونيل كاسون أن خماسية المجاذيف التي استخدمها الرومان في الحرب البونيقية في القرن الثالث كانت ذات تصميم مونوريمي (أي بمستوى واحد وخمسة مجذفين على كل مجذاف)، وبالتالي قادرة على حمل القوة الكبيرة المؤلفة من 120 من مشاة البحرية الذين شهدوا معركة إكنوموس.
قدم موراي تفسيرات بديلة لاستبدال استخدام السفن الكبيرة: كانت تعتبر السفن الكبيرة مرغوبة في البداية، لأنها كانت قادرة على النجاة من اشتباك صدم قوس بقوس، مما سمح بزيادة المرونة التكتيكية لها عن السفن الأقدم والأصغر منها والتي كانت محدودة بالاصطدام الجانبي العريض. بمجرد أن أصبحت السفن الأكبر شائعةً، أثبتت عدم فائدتها في عمليات الحصار ضد المدن الساحلية، مثل حصار إسكندر الأكبر لصور، إضافة إلى عمليات الحصار المتعددة التي قام بها خلفاؤه مثل حصار ديمتريوس بوليورسيتيز لرودوس.